# Rieder (Ballenstedt)
Rieder ist ein Ortsteil der Stadt Ballenstedt im Landkreis Harz in Sachsen-Anhalt, (Deutschland).

## Geografie

Klimadiagramm Rieder

Im Süden wird Rieder vom Kahlenberg begrenzt. Im Norden grenzt der Schierberg an Rieder. Mitten im Ort, wo erste Siedlungen aufgebaut wurden, liegt der Tieberg.
Durch den gesamten Ort fließt der Bicklingsbach, welcher durch den Zusammenfluss des Eulenbach und dem Siebersteinsbach an der Roseburg entsteht. Er fließt durch die Feldflur in Richtung Quedlinburg und mündet dort in die Bode.

### Geologie
Der Kahlenberg ist ein Berg aus Gesteinen der Kreidezeit, wo immer noch Fossilien zu finden sind. Der Schierberg besteht aus Sandstein. Dort sind auch der „Dicke Stein“ und weitergehend die „Kutsche“ und der „Mohrenkopf“ zu finden. Diese sind Ausläufer der Teufelsmauer und Endmoränen. Zwei Kilometer südöstlich des Ortes befindet sich ein Grauwacke-Steinbruch, welcher die Stempelstelle Nr. 61 der Harzer Wandernadel enthält.

### Klima
Rieder liegt im Regenschattengebiet des Ostharzes. Im Jahr fallen 515 mm Niederschlag. Während der Oktober mit 31,3 mm im langjährigen Mittel der trockenste Monat ist, ist der Juni mit 61,5 mm der niederschlagreichste Monat.

## Geschichte

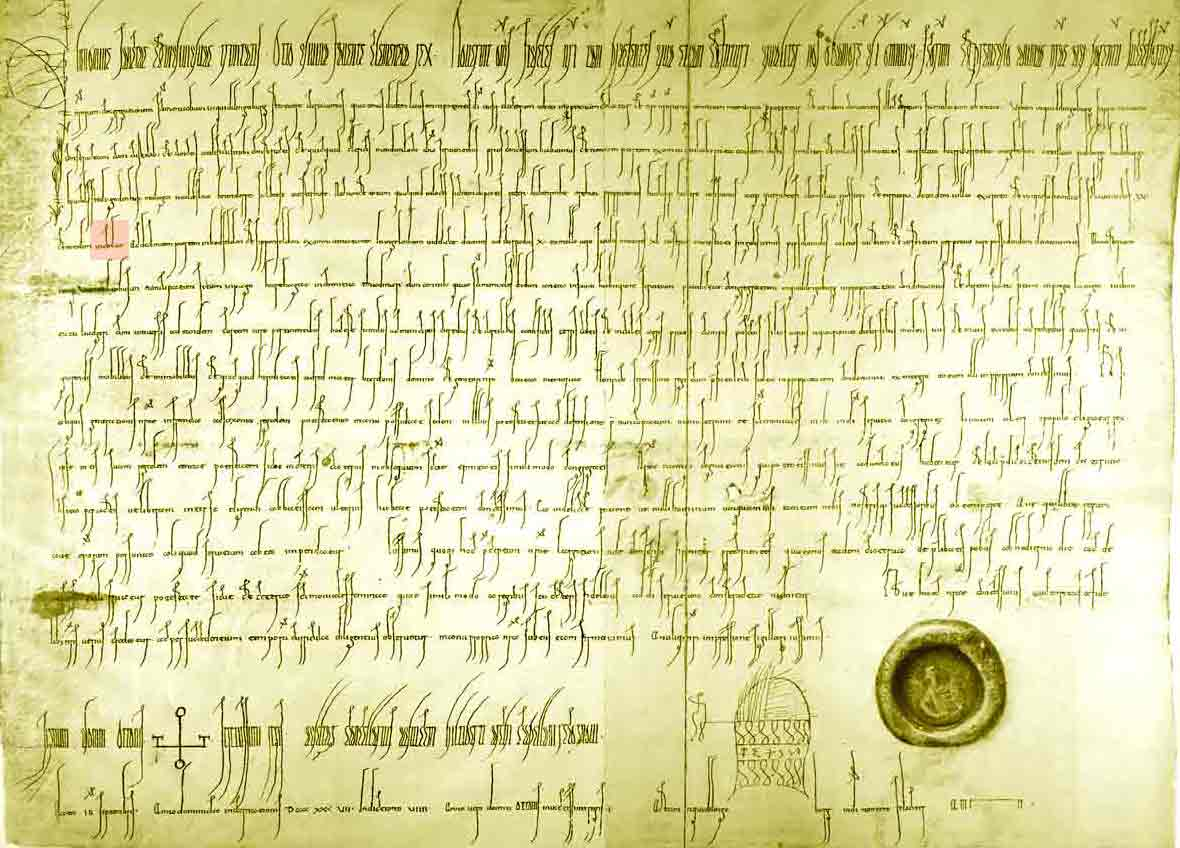
Ersterwähnungsurkunde von Rieder

Die erste urkundliche Erwähnung des Ortes Rieder erfolgte als Rederi in einer Urkunde König Otto I. vom 13. September 936. Das Besiedlungsgebiet waren die Sandsteinhöhlen der Klus und des Thieberges, wo seinerzeit eine Holzkirche und ein Kloster errichtet wurden. Im Laufe der Zeit wurden die neue Kirche am Pferdeteich und das Rathaus Altes Rathaus, die 1993 rekonstruiert wurden, gebaut. Beide Objekte stehen auf der Zentralen Denkmalliste. Der Ort Rieder besitzt die zweitälteste Bienenkorbglocke in Deutschland und eines der bestgeführten Kirchenbücher, das dem Schriftsteller Otto Gotsche als Grundlage zu seinem Roman …und haben nur den Zorn diente.
Durch günstige geobiologische Bedingungen kam bereits in der Renaissance der Gartenbau zu voller Blüte. Vor dem Zweiten Weltkrieg war Rieder das größte Blumendorf Deutschlands. Die Roseburg gehört heute zum Projekt Gartenträume Sachsen-Anhalt. Östlich von Rieder befindet sich der Schierberg mit dem Naturdenkmal „Dicker Stein“, eine Endmoräne. Dieser Höhenzug gehört zum Teufelsmauermassiv, das dem Harzgebirge vorgelagert ist.
Vom 1. Januar 1994 an gehörte die Gemeinde zur Verwaltungsgemeinschaft Gernrode/Harz. Die Gemeinde Rieder wurde per Gesetz mit Wirkung vom 1. Januar 2011 in die Stadt Quedlinburg eingemeindet und verlor dadurch ihre politische Selbstständigkeit. Sie gehörte bis zu deren Auflösung der Verwaltungsgemeinschaft Gernrode/Harz an, die ihren Verwaltungssitz in der Stadt Gernrode hatte und ebenfalls am 1. Januar 2011 aufhörte zu existieren. Eine Klage gegen die Zwangseingemeindung hatte keine aufschiebende Wirkung, wurde jedoch am 19. Februar 2013 wegen eines Formfehlers im Anhörungsverfahren positiv entschieden und die Eingemeindung damit zunächst rückgängig gemacht. Am 1. Dezember 2013 wurde Rieder aus der erneut gegründeten Verwaltungsgemeinschaft Gernrode/Harz ausgegliedert und nach Ballenstedt eingemeindet.

## Politik

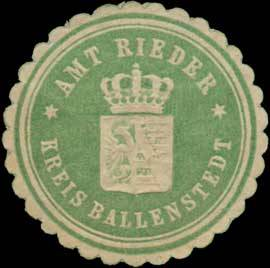
Siegelmarke Amt Rieder mit dem Wappen des Herzogtums Anhalt

### Wappen
| | Blasonierung: „Zinnenförmig schräggeteilt, oben in Grün eine silberne Glocke, unten eine schwarz gefugte, silberne Mauer.“ |
| Wappenbegründung: Die Farben des Ortes sind Grün - Weiß (Silber). Die Zinnenmauer nimmt Bezug auf die Roseburg in Rieder. Sie ist eine historische Burganlage aus dem 11. Jahrhundert. Die Glocke versinnbildlicht die älteste Bronzeglocke Deutschlands, die im Jahre 936 von Mathilde, der Witwe des Königs Heinrich I., einer Kirche an der Klus in Rieder geschenkt wurde. Das Wappen wurde in der Quedlinburger Wappenrolle unter der Nummer QWR II/91015 registriert. Das Wappen wurde vom Heraldiker Udo Glathe aus Quedlinburg von der Heraldischen Gesellschaft „Schwarzer Löwe“ Leipzig bereits 1991 gestaltet, vom Heraldiker Jörg Mantzsch aus Magdeburg ins Genehmigungsverfahren geführt und am 3. September 1997 durch das Regierungspräsidium Magdeburg genehmigt. | |

### Flagge
Die Flagge ist grün - weiß (1:1) gestreift mit aufgelegtem Wappen.

## Gedenkstätten und Denkmale
- Kulturdenkmale siehe Liste der Kulturdenkmale in Ballenstedt darunter
- Grabstätten auf dem Ortsfriedhof für fünf unbekannte KZ-Häftlinge, die bei einem Todesmarsch vom KZ Langenstein-Zwieberge, einem Außenlager des KZ Buchenwald, im April 1945 von SS-Männern ermordet wurden
- Naturdenkmale siehe unter Liste der Naturdenkmale im Landkreis Harz
- Bodendenkmale siehe Liste der Bodendenkmale in Ballenstedt

## Verkehr
Rieder hatte einen Bahnhaltepunkt an der Bahnstrecke Quedlinburg–Aschersleben die im Jahr 2004 vom Land Sachsen-Anhalt stillgelegt wurde. Heute ist Rieder durch zwei Buslinien der Harzer Verkehrsbetriebe mit Quedlinburg, Ballenstedt, Thale und Aschersleben verbunden.

## Religionen
Die evangelischen Christen in Rieder gehören zur Kirchengemeinde St. Cyriakus (Gernrode mit der Stiftskirche St. Cyriakus und Rieder mit der Kirche Mariae Virginis) im Kirchenkreis Ballenstedt der Evangelischen Landeskirche Anhalts.
Die römisch-katholischen Christen in Rieder gehören als Teil der Gemeinde Gernrode zur katholischen Pfarrei St. Elisabeth in Ballenstedt (Gemeinden in Ballenstedt mit der Kirche St. Elisabeth, Gernrode (Nutzung der evangelischen Stiftskirche) und Harzgerode mit der Kirche St. Johannes Baptist).